# Wig (gereedschap)

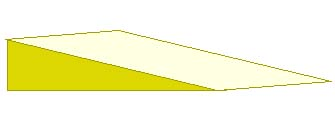
Grondvorm van een wig voor het op- of vastwiggen

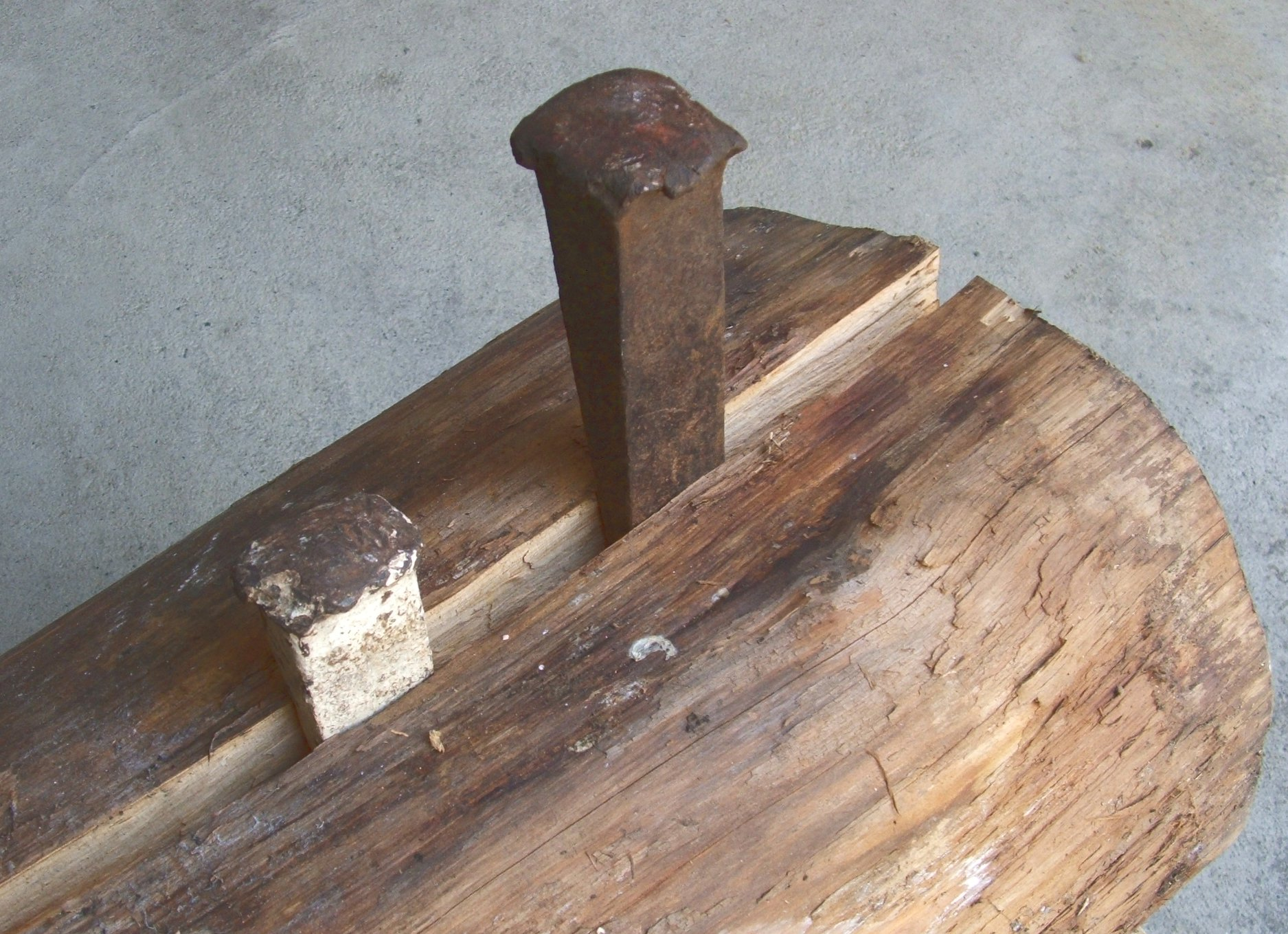
Het splijten van hout met stalen wiggen

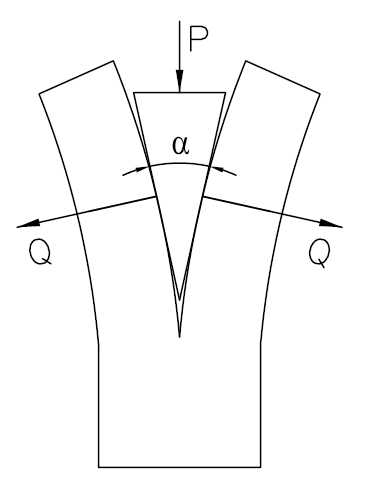
De werking van een wig

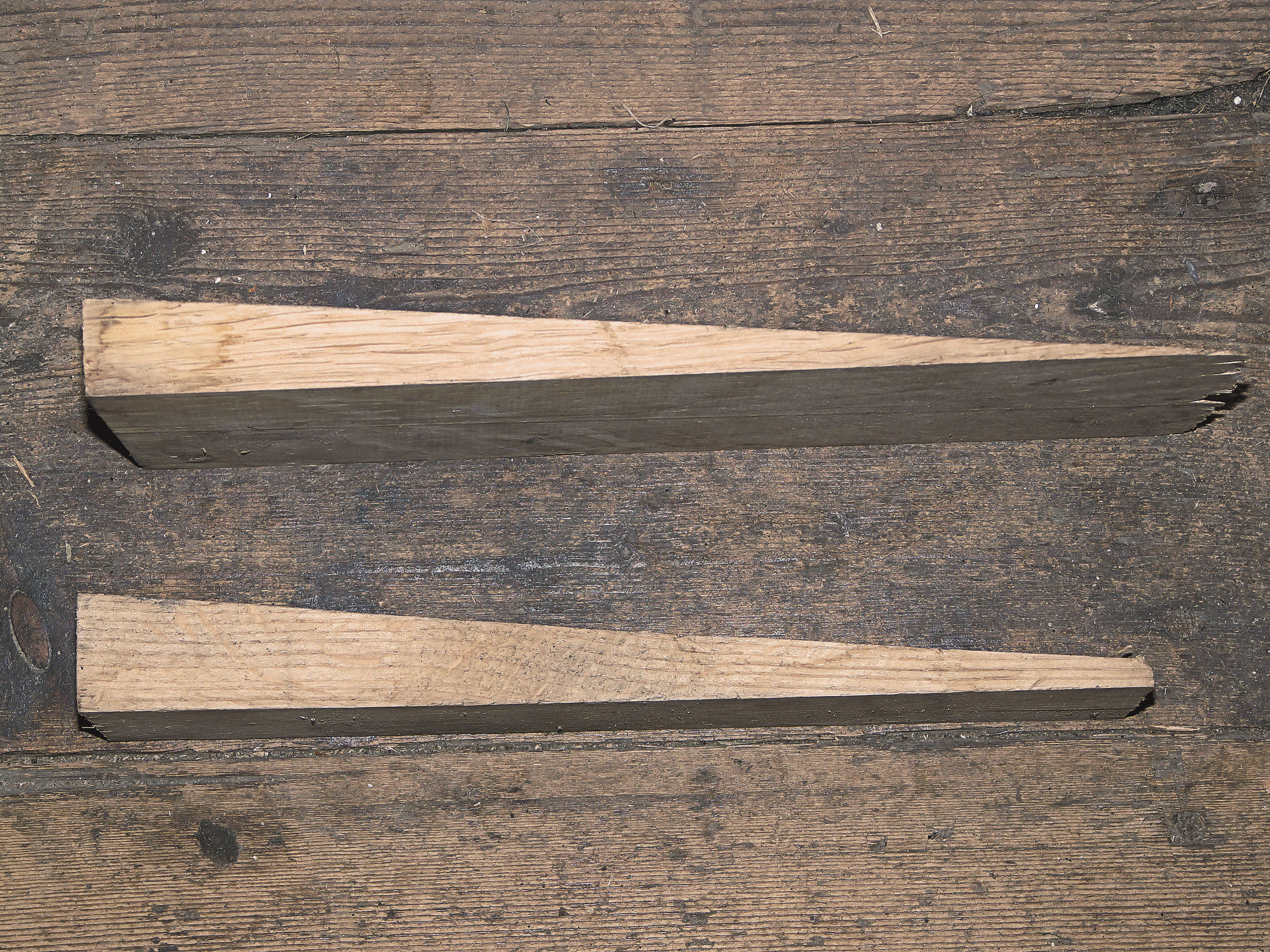
Wiggen voor het vastwiggen

Een wig, keg of keil is een schuin toelopend blok waarmee iets kan worden vastgeklemd of gekloofd. Het is een eenvoudig hulpmiddel. Er zijn wiggen van verschillend materiaal, zoals hout of staal.

## Splijten
Een goede wig voor het splijten van materiaal bestaat uit twee gladde vlakken, die een hoek van 5 tot 20 graden met elkaar maken.
Door een wig in de opening tussen twee delen van een werkstuk te slaan kan een grote kracht uitgeoefend worden. Een voorbeeld hiervan is de kloofbijl voor het kloven van openhaardhout. In de kop van een bijl of hamer zit vaak voor het vastzetten van de steel een ijzeren wig geslagen. Ook worden dit soort wiggen gebruikt in een oliemolen, maar dan voor het opvoeren van de druk in de laad voor het slaan (persen) van olie.
De werking van de wig berust op de wet van het hellende vlak. Hoe spitser de wig, des te groter de splijtende kracht die ermee uitgeoefend kan worden. Het gebruik van de wig wordt beperkt door de wrijvingsweerstand en de hardheid van de wig.
Een wig van 30 graden verdubbelt de kracht die uitgeoefend wordt op de dwarsrichting van het werkstuk, dus in de breedte in plaats van de lengte (diepte). Bij makkelijk te splijten materiaal splijt dit bij gebruik van zo'n wig eerder dan bij een wig met een kleinere hoek. Bij moeilijk te splijten materiaal wordt met een dergelijke wig te weinig kracht uitgeoefend om het te kunnen splijten en moet een wig met een kleine hoek gebruikt worden.

## Opwiggen of vastwiggen
Een wig voor het opwiggen of vastwiggen is meestal van hout en heeft de vorm van een driehoek, waarvan één hoek 90 graden is.

### Klemmen
Deze wiggen zijn te verdelen in leidzame en niet leidzame wiggen. Een leidzame wig heeft een lange schuine kant, dus een grote stompe hoek bij het brede gedeelte en een kleine scherpe hoek aan de punt. Afhankelijk van hun doel en positie zijn er ook duw- of trekwiggen. De wiggen moeten een andere hardheid hebben dan de vast te wiggen delen.
Dunne, ijzeren wiggen worden scheren of scharen genoemd.
De schaafbeitel in houten schaven, zoals de beukenhouten blokschaaf, reischaaf en dergelijke worden vastgeklemd in het blok met behulp van een wig.

## Andere wigsoorten
Bij aquaplaning werkt het water op de weg als een wig.
Een warmtefront vormt ook een wig, waarbij de warme lucht opgewigd wordt door de koude lucht.

## Toepassingen
De wig wordt toegepast bij o.a.
- een mes
- een schaar
- een beitel
- een bijl
- een kloofbijl, die een hoek van 30 graden heeft
- kloofbeitels, die gebruikt worden om een stuk steen te klieven
- een schaaf
- een ploegschaar
- een deurslot
- een draadnagel (bijzondere vorm van een spijker)
- sommige hakselaars
- grasmaaier
- maaibalk
- tandwiel
- variomatic bij DAF-auto
- in de bouw voor het stellen van o.a. deuren en ramen
- het vastzetten van onderdelen in een molen
- als deurstopper

## Synoniemen
- spie
- keg, keil

## Galerij

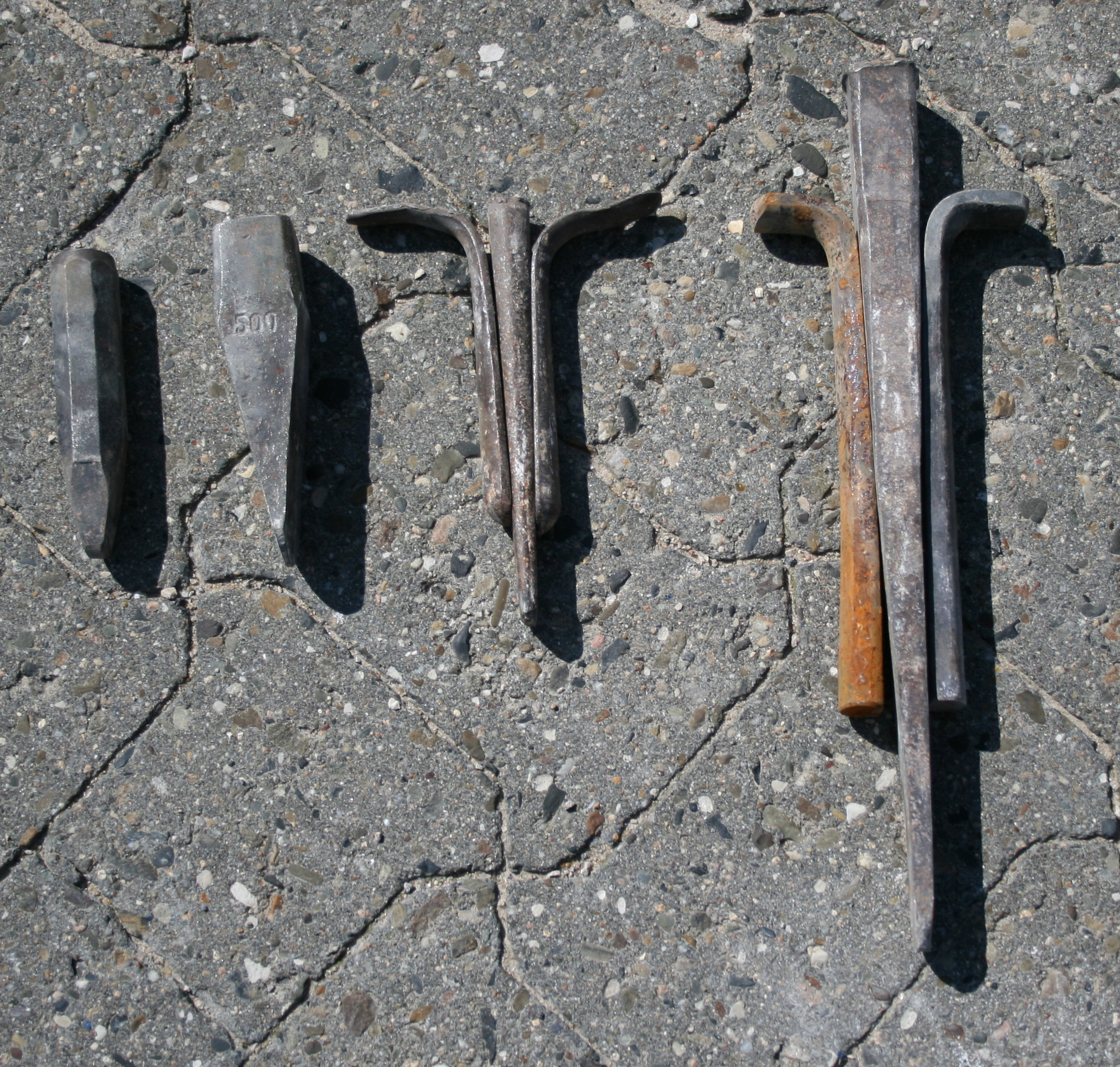
Wiggen en wigbeitels voor het splijten of kloven van steen
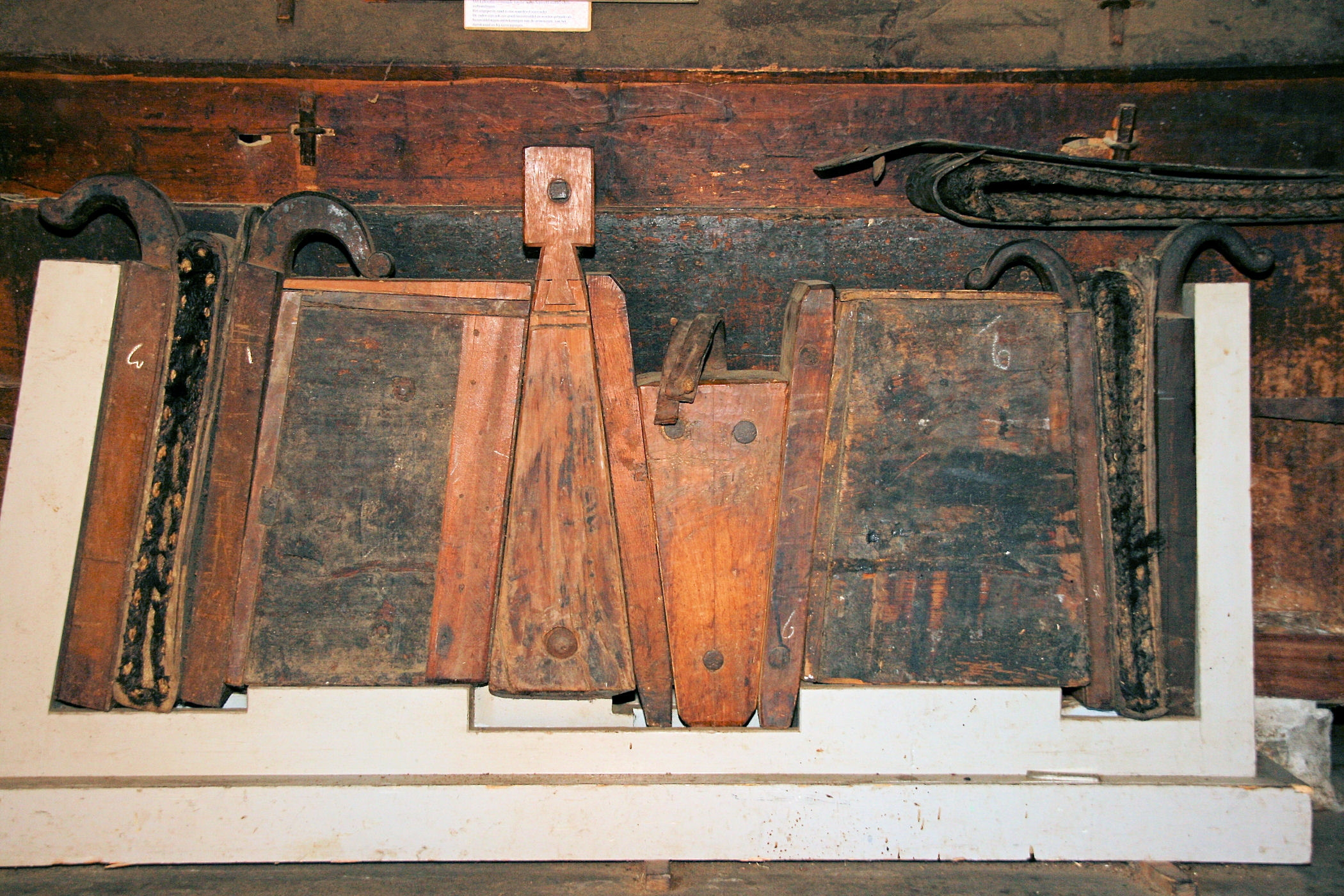
Doorsnede voorslagblok van een oliemolen. Van links naar rechts: staander, haar, jager, kussen, losbeitel (wigvormig), schei, slagbeitel (wigvormig), schei, kussen, jager, haar, staander (jagers en staanders van ijzer)
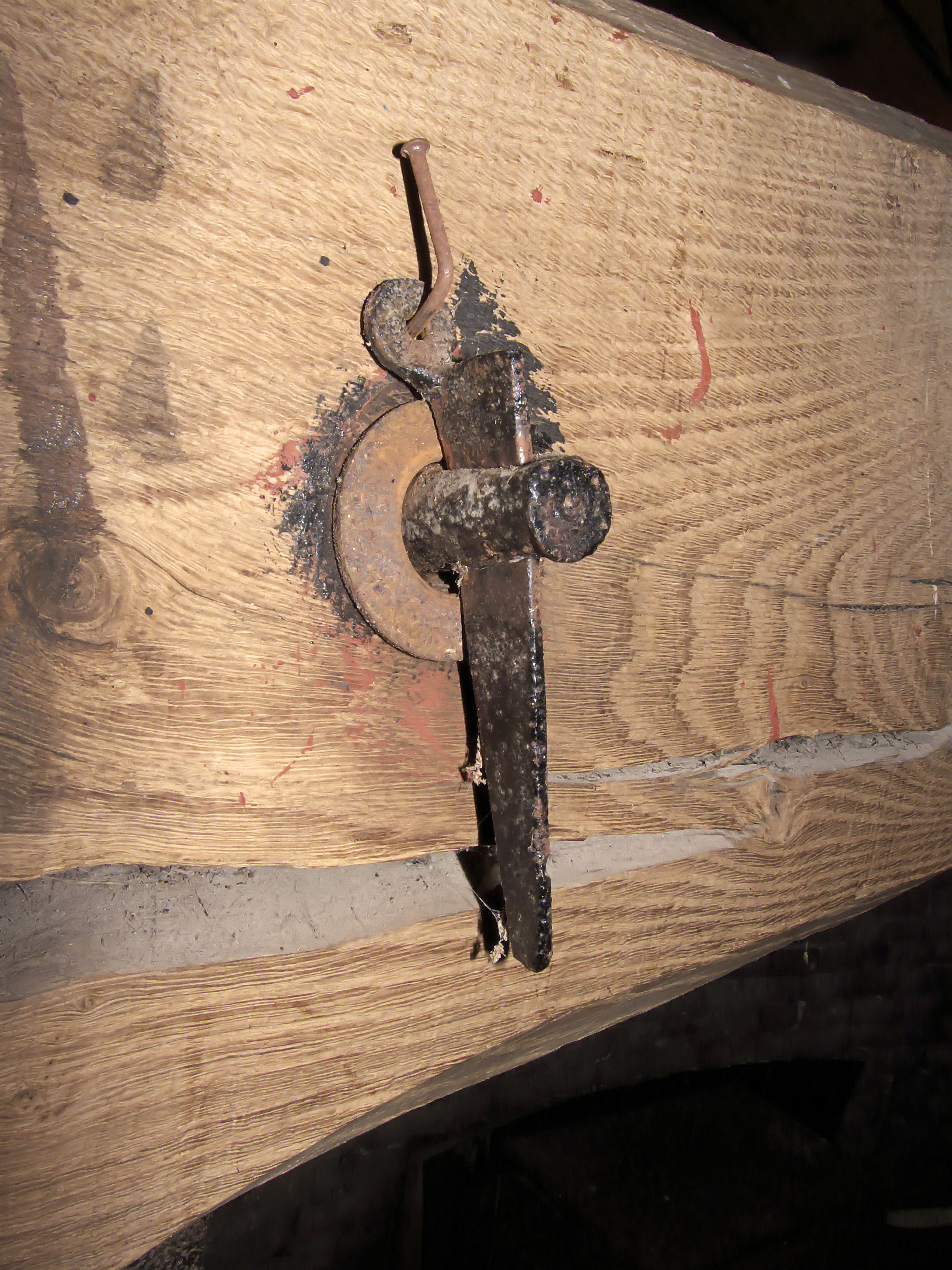
Scheer (ijzeren wig) door spijlbout geborgd met een spijker
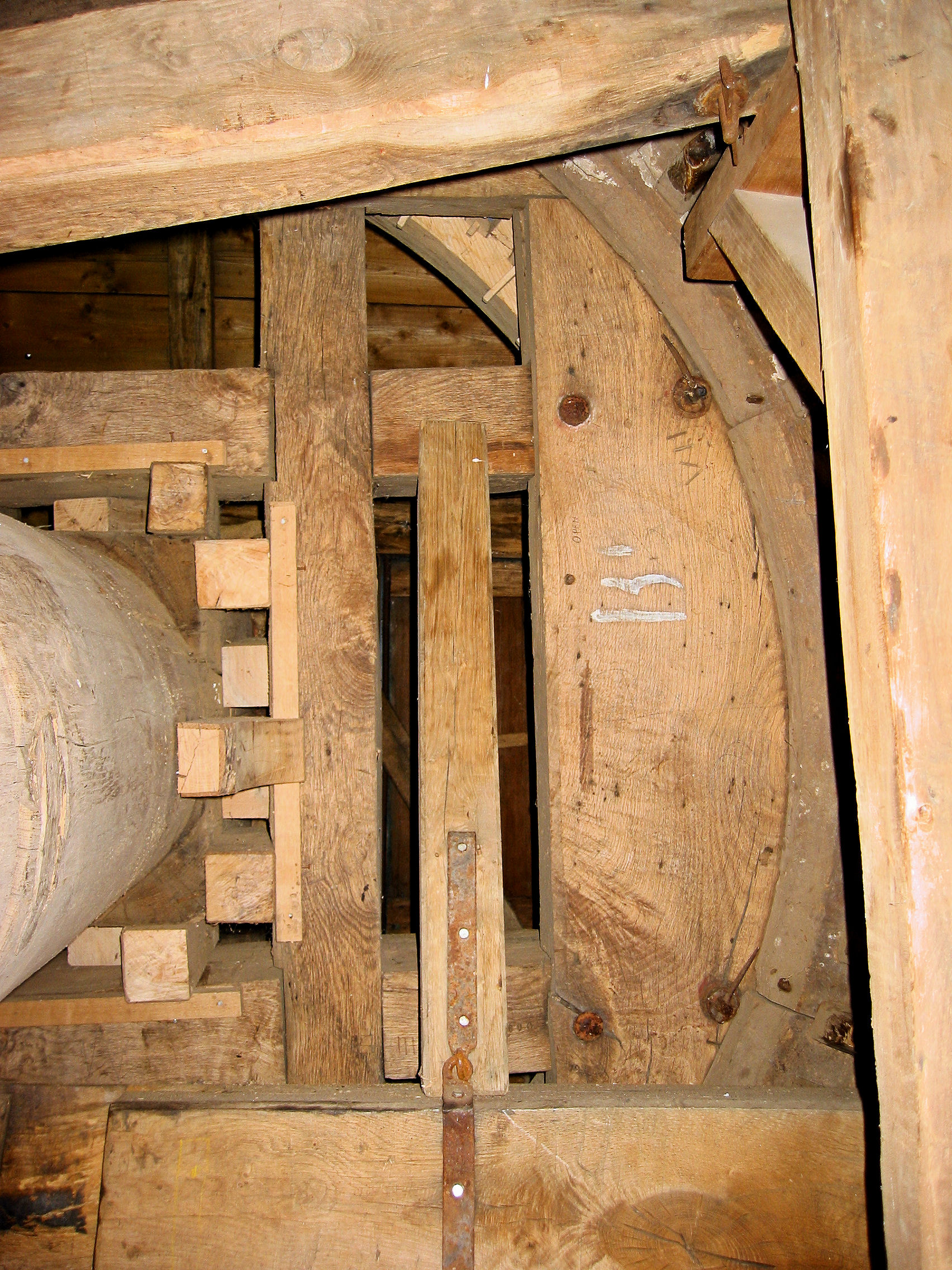
Met wiggen vastgezette houten bovenas
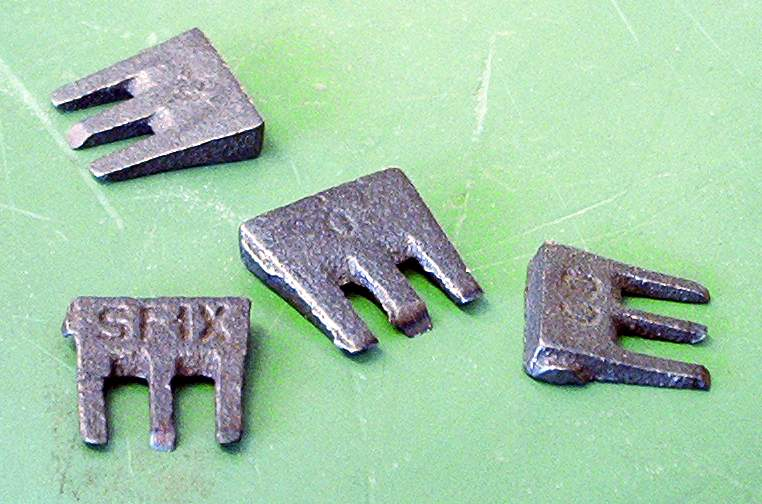
Wig om hamerstelen mee vast te zetten